# Darko Csurlinov
Darko Csurlinov (macedónul: Дарко Чурлинов; Szkopje, 2000. július 11. –) macedón válogatott labdarúgó, a Burnley játékosa.

## Pályafutása

### Klubcsapatokban
A Forca, a Rabotnicski, a Vardar, az Elmenhorst, a Hansa Rostock és az 1. FC Magdeburg korosztályos csapataiban nevelkedett, mielőtt 2016-ban az 1. FC Köln akadémiájára igazolt. 2018. szeptember 29-én mutatkozott be a Köln második csapatában a Viktoria Köln ellen. 2019. augusztus 17-én az első csapatban is bemutatkozott a VfL Wolfsburg ellen 2–1-re elvesztett mérkőzésen. Augusztus 31-én megszerezte első két gólját a második csapatban az Alemannia Aachen ellen 4–2-re megnyert bajnoki találkozón. 2020. január 8-án a VfB Stuttgart csapatába szerződött. Február 22-én mutatkozott be a Jahn Regensburg ellen a másodosztályban. 2020. május 31-én megszerezte első gólját a Dynamo Dresden csapata ellen. 2021. augusztus 18-án kölcsönbe került a Schalke együtteséhez. Háromnappal később a Jahn Regensburg ellen debütált. December 10-én első gólját szerezte meg az 1. FC Nürnberg ellen. 2022. augusztus 19-én az angol Burnley négy évre igazolta le. Másnap a Blackpool ellen 3–3-ra végződő bajnoki találkozón be is mutatkozott.

### A válogatottban
Többszörös korosztályos válogatott. 2017. március 28-án mutatkozott be a felnőtt válogatottban Fehéroroszország ellen 16 évesen és 8 hónaposan, ezzel ő lett a legfiatalabb debütáló a felnőttek között. A 2021-ben megrendezett 2020-as labdarúgó-Európa-bajnokságra utazó válogatott keret tagja volt.

## Statisztika
2023. április 15-i állapotnak megfelelően.
| Klub                 | Szezon   | Bajnokság                  | Bajnokság | Bajnokság | Kupa  | Kupa  | Ligakupa | Ligakupa | Nemzetközi | Nemzetközi | Összesen | Összesen |
| Klub                 | Szezon   | Bajnokság                  | Mérk.     | Gólok     | Mérk. | Gólok | Mérk.    | Gólok    | Mérk.      | Gólok      | Mérk.    | Gólok    |
| -------------------- | -------- | -------------------------- | --------- | --------- | ----- | ----- | -------- | -------- | ---------- | ---------- | -------- | -------- |
| 1. FC Köln II        | 2018–19  | Regionalliga West          | 1         | 0         | 0     | 0     | —        | —        | —          | —          | 1        | 0        |
| 1. FC Köln II        | 2019–20  | Regionalliga West          | 9         | 6         | 0     | 0     | —        | —        | —          | —          | 9        | 6        |
| 1. FC Köln II        | Összesen | Összesen                   | 10        | 6         | 0     | 0     | 0        | 0        | 0          | 0          | 10       | 6        |
| 1. FC Köln           | 2019–20  | Bundesliga                 | 1         | 0         | 0     | 0     | —        | —        | —          | —          | 1        | 0        |
| 1. FC Köln           | Összesen | Összesen                   | 1         | 0         | 0     | 0     | 0        | 0        | 0          | 0          | 1        | 0        |
| VfB Stuttgart II     | 2019–20  | Oberliga Baden-Württemberg | 1         | 0         | 0     | 0     | —        | —        | —          | —          | 1        | 0        |
| VfB Stuttgart II     | Összesen | Összesen                   | 1         | 0         | 0     | 0     | 0        | 0        | 0          | 0          | 1        | 0        |
| VfB Stuttgart        | 2019–20  | 2. Bundesliga              | 6         | 1         | 0     | 0     | —        | —        | —          | —          | 6        | 1        |
| VfB Stuttgart        | 2020–21  | Bundesliga                 | 14        | 0         | 2     | 0     | —        | —        | —          | —          | 16       | 0        |
| VfB Stuttgart        | 2021–22  | Bundesliga                 | 0         | 0         | 1     | 1     | —        | —        | —          | —          | 1        | 1        |
| VfB Stuttgart        | 2022–23  | Bundesliga                 | 1         | 0         | 1     | 1     | —        | —        | —          | —          | 2        | 1        |
| VfB Stuttgart        | Összesen | Összesen                   | 21        | 1         | 4     | 2     | 0        | 0        | 0          | 0          | 25       | 3        |
| Schalke 04 (kölcsön) | 2021–22  | 2. Bundesliga              | 22        | 2         | 1     | 0     | —        | —        | —          | —          | 23       | 2        |
| Schalke 04 (kölcsön) | Összesen | Összesen                   | 22        | 2         | 1     | 0     | 0        | 0        | 0          | 0          | 23       | 2        |
| Burnley              | 2022–23  | Championship               | 7         | 0         | 4     | 0     | 2        | 0        | —          | —          | 13       | 0        |
| Burnley              | Összesen | Összesen                   | 7         | 0         | 4     | 0     | 2        | 0        | 0          | 0          | 13       | 0        |
| Összesen             | Összesen | Összesen                   | 62        | 9         | 9     | 2     | 2        | 0        | 0          | 0          | 73       | 11       |

### Válogatott
2023. március 27-i állapotnak megfelelően.
| Macedónia | Macedónia       | Macedónia |
| Év        | Pályára lépések | Gólok     |
| --------- | --------------- | --------- |
| 2017      | 1               | 0         |
| 2018      | 0               | 0         |
| 2019      | 0               | 0         |
| 2020      | 0               | 0         |
| 2021      | 11              | 2         |
| 2022      | 5               | 1         |
| 2023      | 2               | 1         |
| Összesen  | 19              | 4         |

### Góljai a válogatottban
| No. | Dátum             | Helyszín                                | Ellenfél      | Gól | Eredmény | Verseny                                      |
| --- | ----------------- | --------------------------------------- | ------------- | --- | -------- | -------------------------------------------- |
| 1.  | 2021. június 4.   | Tose Proeszki Aréna, Szkopje, Macedónia | Kazahsztán    | 4–0 | 4–0      | Barátságos mérkőzés                          |
| 2.  | 2021. október 8.  | Rheinpark Stadion, Vaduz, Liechtenstein | Liechtenstein | 4–0 | 4–0      | 2022-es labdarúgó-világbajnokság-selejtező   |
| 3.  | 2022. június 12.  | Tose Proeszki Aréna, Szkopje, Macedónia | Gibraltár     | 4–0 | 4–0      | 2022–2023-as UEFA Nemzetek Ligája (C liga)   |
| 4.  | 2023. március 23. | Tose Proeszki Aréna, Szkopje, Macedónia | Málta         | 2–0 | 2–1      | 2024-es labdarúgó-Európa-bajnokság selejtező |

## Sikerei, díjai

### Klub
- Schalke 04
  - Bundesliga 2: 2021–22

- Burnley
  - EFL Championship: 2022–23[16]